# Гревена (дим)
Гревена́ (греч. Δήμος Γρεβενών) — община (дим) в Греции. Входит в периферийную единицу Гревену в периферии Западной Македонии. Население 25 905 жителей по переписи 2011 года. Площадь общины — 1859,218 квадратного километра. Плотность — 13,93 человека на квадратный километр. Административный центр — Гревена. Димархом на местных выборах в 2014 году избран Еорьос Дастаманис (Γεώργιος Δασταμάνης).
В 2010 году по программе «Калликратис» к общине Гревене присоединены упразднённые общины Вендзи, Горьяни, Ираклеоти, Теодорос-Зьякас и Айос-Козмас, а также сообщества Авдела, Доцикон, Месолурион, Периволион, Самарина, Смикси и Филипеи.

## Административное деление

Административное деление общины:
1 — Гревена
2 — по часовой стрелке снизу: Горьяни, Теодорос-Зьякас, Периволион, Авдела, Смикси, Филипеи, Самарина, Доцикон, Месолурион, Айос-Козмас, Ираклеоти, Вендзи

Община (дим) Гревена делится на 13 общинных единиц.